# Nate Wooley/Diskografie

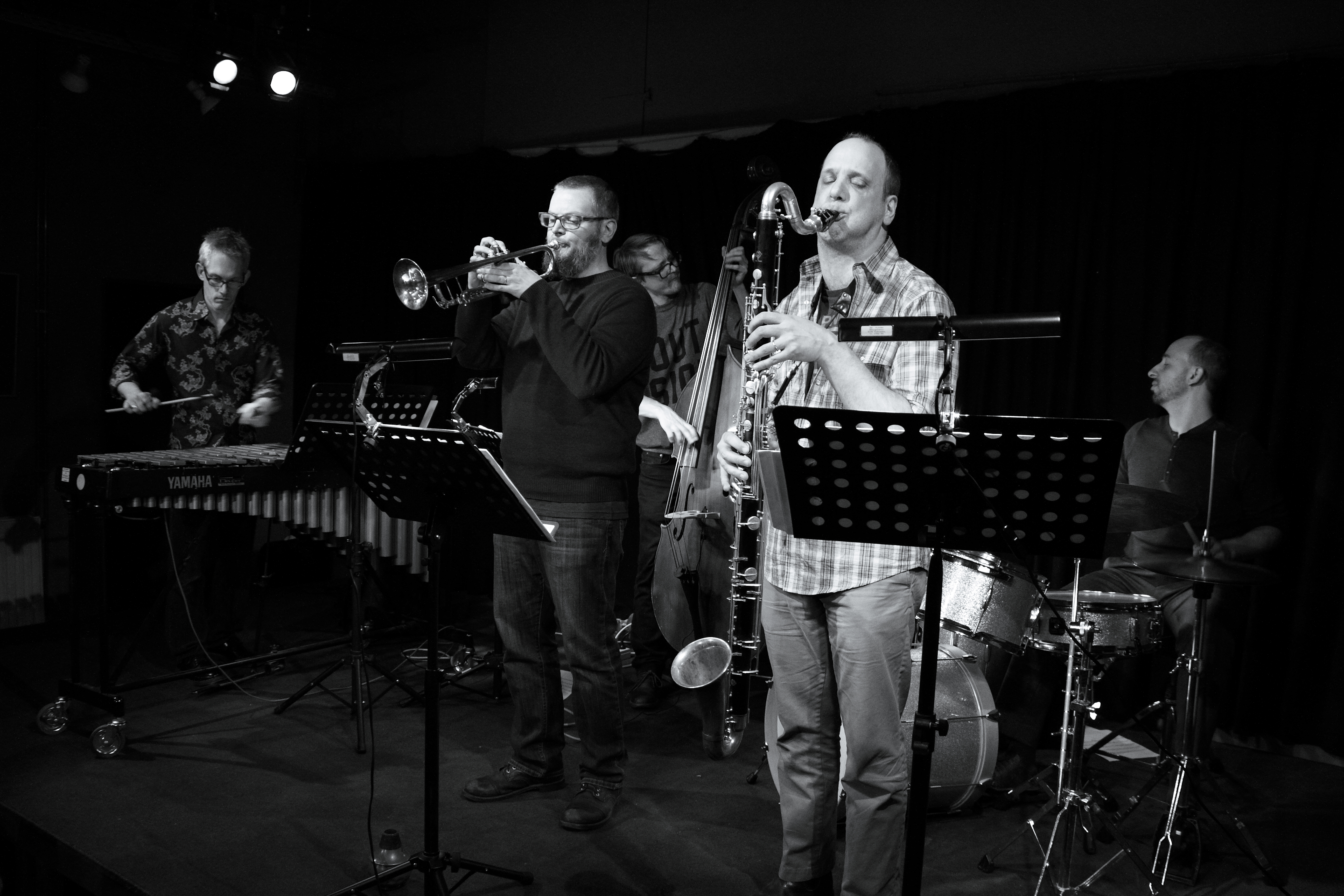
Das Nate Wooley Quintett bei einem Konzert im club W71, Weikersheim, mit Josh Sinton, Matt Moran, Eivind Opsvik, Harris Eisenstadt.

Diese Diskografie ist eine Übersicht über die veröffentlichten Tonträger des Jazz- und Improvisationsmusikers Nate Wooley (Trompete, Flügelhorn, Gesang, electronics). Sie listet seine Alben unter eigenem Namen, Solo-, Duo-, Trio- und Quartett-Projekte u. a. mit Taylor Ho Bynum, Marc Ducret, Harris Eisenstadt, Paul Lytton, Matt Moran, Joe Morris, Evan Parker, Reuben Radding, Josh Sinton und Ken Vandermark, sowie die Mitwirkung an weiteren Bandprojekten u. a. von Anthony Braxton, Bruce Eisenbeil, Stephen Gauci, Ingebrigt Håker Flaten, Mary Halvorson, Adam Lane, Daniel Levin, Elliott Sharp, Steve Swell und Assif Tsahar. Der Musiker war von 1996 bis 2015 an über 65 Aufnahmesessions beteiligt.

## Alben unter eigenem Namen
| Album                                                  | Musiklabel                      | Aufnahme  | VÖ   | Anmerkungen |
| ------------------------------------------------------ | ------------------------------- | --------- | ---- | --- |
| Tenterhooks                                            | Bug Incision Records            | 2003      | 2009 | mit Jack Wright, Ben Wright, Mike Pride. CDr, Limited Edition |
| Wrong Shape to be a Story Teller                       | Creative Sources                | 2004      | 2005 | solo |
| Jack Wright, Nate Wooley, Reuben Radding, Andrew Drury | Pine Ear Music                  | 2006      | 2007 | mit Reuben Radding, Andrew Drury, Jack Wright. |
| Trio                                                   | Peira                           | 2007      | 2007 | Tim Barnes/Jason Roebke/Nate Wooley. |
| Trumpet/Amplifier                                      | Smeraldina-Rima                 | 2007/2009 | 2010 | solo |
| Seven Storey Mountain                                  | Important                       | 2007      | 2009 | Nate Wooley/Paul Lytton/David Grubbs, ed. 2009 |
| Throw Down Your Hammer and Sing                        | Porter                          | 2007      | 2009 | Nate Wooley/Fred Lonberg-Holm/Jason Roebke |
| Radding / Heberer / Eisenstadt / Wooley                | Pine Ear Music                  | 2007      | 2007 | mit Reuben Radding, Thomas Heberer, Harris Eisenstadt. |
| Paul Lytton & Nate Wooley – Untitled                   | Editions Brokenresearch         | 2008?     | 2008 | LP in limitierter Auflage. |
| The Throes                                             | CIMP                            | 2008      | 2011 | mit Taylor Ho Bynum, Ken Filiano, Tomas Fujiwara. |
| Tooth and Nail                                         | Clean Feed                      | 2008      | 2010 | Duoalbum mit Joe Morris, ed. 2010. |
| Scowl                                                  | ugEXPLODE                       | 2008      | 2011 | Nate Wooley/Scott R. Looney/Damon Smith/Weasel Walter. |
| NCAT                                                   | Monotype Records                | 2008      | 2013 | Wooley / C. Spencer Yeh / Audrey Chen / Todd Carter, Vinyl, 12" |
| Creak Above 33                                         | psi                             | 2009      | 2010 | Nate Wooley/Paul Lytton, ed. 2010. |
| Six Feet Under                                         | NoBusiness                      | 2009      | 2012 | Nate Wooley/Christian Weber/Paul Lytton |
| Seven Storey Mountain II                               | Important                       | 2009      | 2011 | mit C. Spencer Yeh, Chris Corsano |
| The Almond                                             | Pogus                           | 2010      | 2011 | solo |
| Instrumentals Vol. 1                                   | Dead CEO                        | 2010      | 2012 | Duoalbum mit Peter Evans |
| High Society                                           | Carrier Records                 | 2010      | 2011 | Duoalbum mit Peter Evans, ed. 2011. |
| [8] Syllables                                          | Peira                           | 2011      | 2011 | solo, CDr, Limited Edition, ed. 2011 |
| (Put Your) Hands Together                              | Clean Feed                      | 2011      | 2011 | mit Josh Sinton, Matt Moran, Eivind Opsvik, Harris Eisenstadt |
| The Nows                                               | Clean Feed                      | 2011      | 2012 | Paul Lytton & Nate Wooley, mit Ikue Mori & Ken Vandermark |
| From the Discrete to the Particular                    | Relative Pitch Records          | 2011      | 2012 | Joe Morris / Agustí Fernández / Nate Wooley |
| Movement and Immobility                                | Peira                           | 2011?     | 2012 | Duplant Héraud Wooley Trio, mit Julien Héraud, Bruno Duplant. |
| (Sit In) The Throne of Friendship                      | Clean Feed                      | 2012      | 2013 | mit Dan Peck, Josh Sinton, Matt Moran, Eivind Opsvik, Harris Eisenstadt |
| About Trumpet and Saxophone                            | Fataka                          | 2012      | 2013 | Nate Wooley/Seymour Wright. |
| (9) Syllables                                          | MNÓAD                           | 2012      | 2012 | solo |
| Malus                                                  | NoBusiness Records              | 2012      | 2014 | Nate Wooley, Hugo Antunes, Chris Corsano. |
| The Evil Art Contest                                   | RAT                             | 2013      | 2014 | Marc Ducret/Teun Verbruggen/Nate Wooley |
| Lytton/Vandermark/Wooley                               | Not Two                         | 2013      | 2014 | mit Ken Vandermark, Paul Lytton |
| Seven Storey Mountain III and IV                       | Pleasure of the Text Records    | 2011/13   | 2013 | mit Chris Corsano, Paul Lytton, David Grubbs, Chris Dingman, Matt Moran, C. Spencer Yeh, Ryan Sawyer, Ben Vida, Jen Baker, Chris McIntyre, William Lang, Chris DiMeglio, Tim Leopold, Gareth Flowers |
| East By Northwest                                      | Audiographic Records            | 2013      | 2014 | Nate Wooley/Ken Vandermark, Limited Edition. |
| Third                                                  | Rekem Records                   | 2013      | 2014 | Chris Forsyth & Nate Wooley. |
| World of Objects                                       | 5049 Records                    | 2013      | 2014 | mit Jeremiah Cymerman, Evan Parker. |
| Battle Pieces                                          | Relative Pitch Records          | 2014      | 2015 | mit Sylvie Courvoisier, Ingrid Laubrock, Matt Moran. |
| From Wolves to Whales                                  | Aerophonic Records              | 2014      | 2015 | Wooley/Dave Rempis/Pascal Niggenkemper/Chris Corsano. |
| Seven Storey Mountain III and IV                       |                                 | 2015?     | 2015 | mit C. Spencer Yeh, Chris Corsano, Ben Vida, Ryan Sawyer |
| (Dance To) The Early Music                             |                                 | 2015      | 2015 | Nate Wooley Quintet mit Josh Sinton, Harris Eisenstadt, Eivind Opsvik, Matt Moran, |
| Argonautica                                            | Firehouse 12                    | 2015      | 2016 | mit Ron Miles, Jozef Dumoulin, Cory Smythe, Devin Gray, Rudy Royston und dem TILT Brass Octet |
| Polychoral                                             | MNÓAD                           | 2015      | 2016 | mit Peter Evans |
| Battle Pieces 2                                        | Relative Pitch Records          | 2016      | 2017 | mit Sylvie Courvoisier, Ingrid Laubrock, Matt Moran. Livemitschnitt aus dem Loft (Köln) |
| Knknighgh (Minimal Poetry for Aram Saroyan)            | Clean Feed                      | 2016      | 2017 | mit Chris Pitsiokos, Brandon Lopez, Dre Hočevar |
| The Complete Syllables Music                           | Pleasure of the Text Records    | 2017?     | 2017 | |
| Columbia Icefield                                      | Northern Spy Records            | 2018      | 2019 | mit Ryan Sawyer, Susan Alcorn und Mary Halvorson |
| Three Studies for Future Uncertainties                 | Pleasure of the Text Recordings | 2019      | 2020 | solo |
| Known/Unknown                                          | Fundacja Słuchaj                | 2020      | 2020 | mit Paul Lytton |
| Seven Storey Mountain VI                               | Pyroclastic Records             | 2020      | 2020 | |
| Mutual Aid Music                                       | Pleasure of the Text Records    | 2020      | 2021 | |
| Columbia Icefield – Ancient Songs of Burlap Heroes     | Pyroclastic                     | 2021      | 2022 | |

## Alben als Sideman bzw. in kollaborativen Bandprojekten
| Musiker/Band                                                                    | Album                                                                   | Musiklabel                 | Aufnahme | Anmerkungen |
| ------------------------------------------------------------------------------- | ----------------------------------------------------------------------- | -------------------------- | -------- | --- |
| Jim Olsen and the Oregon Jazz Workshop                                          | Fragments                                                               | Phlogiston                 | 1996     | |
| Sangha Trio                                                                     | Frantically Frantically Being at Peace                                  | Slipper< Slope             | 1997     | mit Eric Warren, Charlie Doggett. |
| Transit                                                                         | Transit                                                                 | Clean Feed                 | 2001     | Nate Wooley, Seth Misterka, Reuben Radding, Jeff Arnal |
| Assif Tsahar                                                                    | The Labyrinth: Assif Tsahar Conducts the New York Underground Orchestra | Hopscotch                  | 2002     | u. a. mit Reut Regev, Oscar Noriega, Jessica Pavone, Okkyung Lee. |
| Hillary Maroon                                                                  | Who The Sky Betrays                                                     | Head Fulla Brains          | 2003     | |
| Blue Collar                                                                     | Lovely Hazel                                                            | Public Eyesore Records     | 2003     | Trio mit Nate Wooley, Steve Swell, Tatsuya Nakatani |
| Blue Collar                                                                     | ... Is an Apparition                                                    | Rossbin                    | 2003     | dto |
| Evil Eye                                                                        | Evil Eye                                                                | Funhole Records            | 2003     | mit Ken Filiano, Mike Pride, Jonathan Moritz, ed. 2007 |
| Bliggidy Blam                                                                   | Formal I.                                                               | 8 Bells                    | 2004     | mit Brian McWhorter, Mat Fieldes, Tim Kiah, Matt Aiken |
| New York Underground Orchestra                                                  | Fragments                                                               | Hopscotch                  | 2004     | u. a. mit Sam Hoyt, Mary Halvorson, Jessica Pavone, Todd Nicholson, Assif Tsahar (cond, comp). |
| Bruce Eisenbeil                                                                 | Inner Constellation, Volume One                                         | Nemu                       | 2004     | Bruce Eisenbeil Sextet mit Wooley, Aaron Ali Shaikh, Jean Cook, Tom Abbs, Nasheet Waits |
| Daniel Levin                                                                    | Some Trees                                                              | hatOLOGY                   | 2005     | mit Matt Moran, Joe Morris |
| Chris Forsyth                                                                   | The Duchess of Oysterville                                              | Creative Sources           | 2005     | Duoalbum von Chris Forsyth mit Nate Wooley |
| Blue Collar                                                                     | ... Is An Apparition                                                    | Rossbin                    | 2005     | mit Tatsuya Nakatani, Steve Swell |
| Blue Collar                                                                     | Lovely Hazel                                                            | Public Eyesore Records     | 2005?    | dto. |
| Transit                                                                         | Transit                                                                 | Clean Feed                 | 2005?    | mit Jeff Arnal, Seth Misterka, Reuben Radding, ed. 2006 |
| Mêlée                                                                           | Newest Ruins                                                            | Editions Brokenresearch    | 2005?    | Ben Hall, Hans Buetow, Nate Wooley, ed. 2006. |
| Reuben Radding                                                                  | Fugitive Pieces                                                         | Pine Ear                   | 2006     | mit Matt Bauder, Andrew Drury |
| Stephen Gauci                                                                   | Wisps of an Unknown Face                                                | CIMP                       | 2006     | mit Ken Filiano, Lou Grassi |
| Stephen Gauci                                                                   | Absolute, Absolutely                                                    | CIMP                       | 2006     | mit Ken Filiano, Lou Grassi |
| Daniel Levin                                                                    | Blurry                                                                  | Hatology                   | 2006     | mit Matt Moran, Joe Morris |
| Leonel Kaplan                                                                   | Silo                                                                    | Utech                      | 2006     | mit Audrey Chen. |
| Mary Halvorson                                                                  | Crackleknob                                                             | hatOLOGY                   | 2006     | mit Reuben Radding |
| Transit                                                                         | Quadrologues                                                            | Clean Feed                 | 2006/07  | mit Seth Misterka, Reuben Radding, Jeff Arnal |
| Mêlée                                                                           | With Aaron Siegel                                                       | Editions Brokenresearch    | 2006?    | Ben Hall, Hans Buetow, Nate Wooley, ed. 2007 |
| Mêlée                                                                           | Bare Those Excellent Teeth II                                           | Editions Brokenresearch    | 2006?    | dto., ed 2007. |
| Stephen Gauci                                                                   | Nididhyasana                                                            | Clean Feed                 | 2007     | mit Michael Bisio, Ingebrigt Håker Flaten |
| Steve Swell                                                                     | Live @ South Street Seaport                                             | Cadence Jazz Records       | 2007     | mit Michael Attias, Louie Belogenis |
| Matthew Welch                                                                   | Luminocity                                                              | Porter                     | 2007     | mit Taylor Ho Bynum, Sam Kullik, Jeremiah Cymerman, Josh Sinton, Mary Halvorson, Shelley Burgon, Jessica Pavone, Christopher Hoffman, Tom Blancarte, Trevor Dunn, Aaron Siegel |
| Evil Eye                                                                        | Doin’ It All for My Baby                                                | KMB Jazz                   | 2007     | mit Ken Filiano, Mike Pride, Jonathan Moritz. |
| Stanley Schumacher                                                              | Uber Brass                                                              | Musikmacher Productions    | 2008     | mit David Hofstra |
| Andrew Raffo Dewar                                                              | Six Lines of Transformation                                             | Porter                     | 2004/08  | |
| Harris Eisenstadt                                                               | Guewel                                                                  | Clean Feed                 | 2008     | mit Taylor Ho Bynum, Mark Taylor (fhr), Josh Sinton |
| Daniel Levin                                                                    | Live at Roulette                                                        | Clean Feed                 | 2008     | mit Matt Moran, Peter Bitenc |
| Harris Eisenstadt                                                               | Canada Day                                                              | Clean Feed                 | 2008     | mit Matt Bauder, Chris Dingman, Eivind Opsvik, |
| Ensemble X                                                                      | Ensemble X                                                              | Red Toucan                 | 2008     | mit Nils Ostendorf, Matthias Muche, Carl Ludwig Hübsch, Angelika Sheridan, Eiko Yamada, Xavier Charles, Markus Eichenberger, Dirk Marwedel, Christoph Schiller, Philip Zoubek, Uli Böttcher, Nicolas Desmarchelier, Tiziana Bertoncini, Harald Kimmig, Martine Altenburger, Ulrich Philipp, Michael Vorfeld, Olivier Toulemonde. |
| Biagio Coppa                                                                    | Antagonisti Androgeni                                                   | Ruby Flower                | 2009     | mit Cory Smythe, Trevor Dunn, Tyshawn Sorey |
| Adam Lane                                                                       | Ashcan Rantings                                                         | Clean Feed                 | 2009     | mit Taylor Ho Bynum, Reut Regev, Tim Vaughn, Avram Fefer, David Bindman, Matt Bauder, Igal Foni. |
| Daniel Levin                                                                    | Bacalhau                                                                | Clean Feed                 | 2009     | mit Matt Moran, Peter Bitenc |
| Mêlée + Joe Morris                                                              | Cloud Atlas Quartet                                                     | Editions Brokenresearch    | 2009?    | Ben Hall, Hans Buetow, Nate Wooley, ed. 2009. |
| Matt Bauder                                                                     | Day in Pictures                                                         | Clean Feed                 | 2010     | mit Angelica Sanchez, Jason Ajemian, Tomas Fujiwara |
| Daniel Levin                                                                    | Organic Modernism                                                       | Clean Feed                 | 2010     | mit Matt Moran, Peter Bitenc |
| Harris Eisenstadt                                                               | Canada Day II                                                           | Songlines                  | 2010     | mit Matt Bauder, Chris Dingman, Eivind Opsvik |
| Anthony Braxton                                                                 | Creative Music Orchestra (NYC) 2011                                     | New Braxton House          | 2011     | [ 46 ] |
| Pete Robbins                                                                    | Live in Brooklyn                                                        | NotTwo                     | 2011     | mit Daniel Levin, Jeff Davis |
| RED Trio + Nate Wooley                                                          | Stem                                                                    | Clean Feed                 | 2011     | mit Rodrigo Pinheiro, Hernâni Faustino, Gabriel Ferrandini |
| Ingebrigt Håker Flaten                                                          | Now Is                                                                  | Clean Feed                 | 2011     | mit Joe McPhee, Joe Morris. |
| Harris Eisenstadt                                                               | Canada Day Octet                                                        | 482 Music                  | 2011     | mit Ray Anderson, Dan Peck, Jason Mears, Matt Bauder, Chris Dingman, Garth Stevenson |
| The Bureau of Atomic Tourism                                                    | Second Law of Thermodynamics                                            | Rat Records                | 2011     | mit Trevor Dunn, Teun Verbruggen, Marc Ducret, Jozef Dumoulin, Andrew D’Angelo. |
| The Bureau of Atomic Tourism                                                    | Arco Idaho                                                              | Rat Records                | 2011     | dto |
| Throw Down Your Hammer and Sing / Sheldon Siegel                                | Throw Down Your Hammer and Sing / Sheldon Siegel                        | Smeraldina-Rima            | 2011/12  | A. Seite mit Fredrick Lonberg-Holm, Jason Roebke, Nate Wooley, ed. 2013. |
| Harris Eisenstadt                                                               | Canada Day III                                                          | Songlines                  | 2012     | mit Matt Bauder, Chris Dingman, Garth Stevenson |
| Adam Lane                                                                       | Live in Ljubljana                                                       | Clean Feed                 | 2012     | mit Susana Santos Silva, Reut Regev, Avram Fefer, David Bindman, Matt Bauder, Igal Foni |
| Trumpets and Drums                                                              | Live in Ljubljana                                                       | Clean Feed                 | 2012     | mit Peter Evans, Jim Black, Paul Lytton |
| Nate Wooley, Hugo Antunes, Giovanni Di Domenico, Daniele Martini, Chris Corsano | Posh Scorch                                                             | Orre                       | 2012     | [ 52 ] |
| Ken Vandermark                                                                  | Parallax Sounds                                                         | Just Temptation            | 2013     | Ken Vandermark und David Grubbs, mit Jason Adasiewicz, Steve Albini, John Herndon, Terrie Hessels, Wayne Montana |
| Icepick                                                                         | Hexane                                                                  | Monofonus Press            | 2013     | mit Ingebrigt Håker Flaten, Chris Corsano. |
| Matt Bauder                                                                     | Nightshades                                                             | Clean Feed                 | 2013?    | mit Kris Davis, Jason Ajemian, Tomas Fujiwara |
| Elliott Sharp                                                                   | Quintet: Elliott Sharp Aggregat                                         | Clean Feed                 | 2013?    | mit Terry L. Green, Brad Jones, Ches Smith. |
| The Bureau of Atomic Tourism                                                    | Scintigraphy                                                            | Rat Records                | 2013?    | mit Trevor Dunn, Teun Verbruggen, Marc Ducret, Jozef Dumoulin, Andrew D’Angelo |
| The Bureau of Atomic Tourism                                                    | Spinning Jenny                                                          | Rat Records                | 2013     | Andrew D’Angelo, Jasper Stadhouders, Teun Verbruggen, Jozef Dumoulin, Marc Ducret. |
| Ken Vandermark & David Grubbs                                                   | Parallax Sounds OST                                                     | Just Temptation Recordings | 2014?    | Filmmusik, mit Wayne Montana, John Herndon, Michael Evans, Steve Albini, Terrie Hessels. |
| The Gate Featuring Tim Dahl and Nate Wooley                                     | Stench                                                                  | Smeraldina-Rima            | 2013?    | ed. 2014 |
| Ken Vandermark Duos                                                             | Nine Ways to Read a Bridge                                              | Not Two Records            | 2013     | Duos von Ken Vandermark mit Agustí Fernández, Christof Kurzmann, Joe McPhee; Joe Morris Trios mit Paul Lytton, Nate Wooley, Eddie Prévost, John Tilbury, ed. 2014. |
| NCAT                                                                            | NCAT                                                                    | MonoType                   | 2013     | mit Audrey Chen, C. Spencer Yeh, Todd Carter; ed. 2015. |
| Marc Ducret                                                                     | The Evil Art Contest                                                    | RAT                        | 2013     | mit Marc Ducret, Teun Verbruggen, Nate Wooley |
| Ken Vandermark                                                                  | Lytton/Vandermark/Wooley                                                | Not Two                    | 2013     | mit Nate Wooley, Ken Vandermark, Paul Lytton |
| Dave Rempis, Nate Wooley, Pascal Niggenkemper & Chris Corsano                   | From Wolves to Whales                                                   | Aerophonic                 | 2015     | |
| The Bureau of Atomic Tourism                                                    | Hapax Legomena                                                          | Rat Records                | 2015     | mit Tim Dahl, Teun Verbruggen, Marc Ducret, Jozef Dumoulin, Andrew D’Angelo |
| Harris Eisenstadt                                                               | Canada Day IV                                                           | Songlines                  | 2015     | Nate Wooley, Matt Bauder, Chris Dingman, Pascal Niggenkemper, Harris Eisenstadt |
| Ken Vandermark                                                                  | All Directions Home                                                     |                            | 2015     | Duoalbum |
| Chris Corsano / Sylvie Courvoisier / Nate Wooley                                | Salt Task                                                               | Relative Pitch Records     | 2016     | |
| Nate Wooley, Daniele Martini, João Lobo                                         | Legacy of Ashes                                                         | Creative Sources           | 2016     | |
| Purple Patio                                                                    | Purple Patio                                                            | NoBusiness                 | 2016     | mit Hugo Antunes, Jorge Queijo, Mário Costa, Chris Corsano |
| Anthony Braxton                                                                 | 10+1tet (Knoxville) 2016                                                | NoBusiness                 | 2016     | mit Taylor Ho Bynum, Vincent Chancey, James Fei, Ingrid Laubrock, Mary Halvorson, Brandon Seabrook, Tomeka Reid, Carl Testa, Tim Feeney |
| Ivo Perelman, Nate Wooley, Brandon Lopez, Gerald Cleaver                        | Octagon                                                                 | Leo                        | 2017     | |
| Ken Vandermark, Nate Wooley, Jasper Stadhouders, Steve Heather                  | Shelter                                                                 | Audiographic Records       | 2017     | |
| Ivo Perelman, Matthew Shipp, Nate Wooley                                        | Philosopher’s Stone                                                     | Leo                        | 2017     | |
| Momentum                                                                        | Momentum 2 & 3                                                          |                            | 2017     | mit Tim Daisy, Christof Kurzmann, Jasper Stadhouders, Ken Vandermark, C. Spencer Yeh |
| Harris Eisenstadt                                                               | Recent Developments                                                     | Songlines                  | 2017     | |
| Nate Wooley, Jozef Dumoulin, Ingebrigt Håker Flaten, Teun Verbruggen            | kaPSalon                                                                | ratrecords                 | 2018     | |
| Ken Vandermark / Nate Wooley / Sylvie Courvoisier / Tom Rainey                  | Noise of Our Time                                                       | Intakt Records             | 2018     | |
| Ken Vandermark & Nate Wooley                                                    | Deeply Discounted II / Sequences of Snow                                |                            | 2018     | |
| From Wolves to Whales                                                           | Strandwal                                                               | Aerophonic Records         | 2019     | mit Dave Rempis, Pascal Niggenkemper & Chris Corsano |
| From Wolves to Whales                                                           | Dead Leaves Drop                                                        | Dropa Disc                 | 2019     | mit Dave Rempis, Pascal Niggenkemper & Chris Corsano |
| Matthew Shipp / Nate Wooley                                                     | What If?                                                                | RogueArt                   | 2019     | |
| Whit Dickey                                                                     | Morph                                                                   | ESP-Disk                   | 2020     | |
| Nate Wooley / Liudas Mockūnas / Barry Guy / Arkadijus Gotesmanas                | NOX                                                                     | NoBusiness                 | 2020     | |
| Ivo Perelman / Nate Wooley                                                      | Polarity                                                                | Burning Ambulance          | 2021     | |
| Transatlantic Five                                                              | Transitions                                                             |                            | 2023     | Nate Wooley, Ken Vandermark, Christopher Dell, Christian Ramond, Klaus Kugel |
| Ivo Perelman                                                                    | Seven Skies Orchestra                                                   | Fundacja Słuchaj           | 2023     | |